# Wiener Ministerialkonferenz 1834

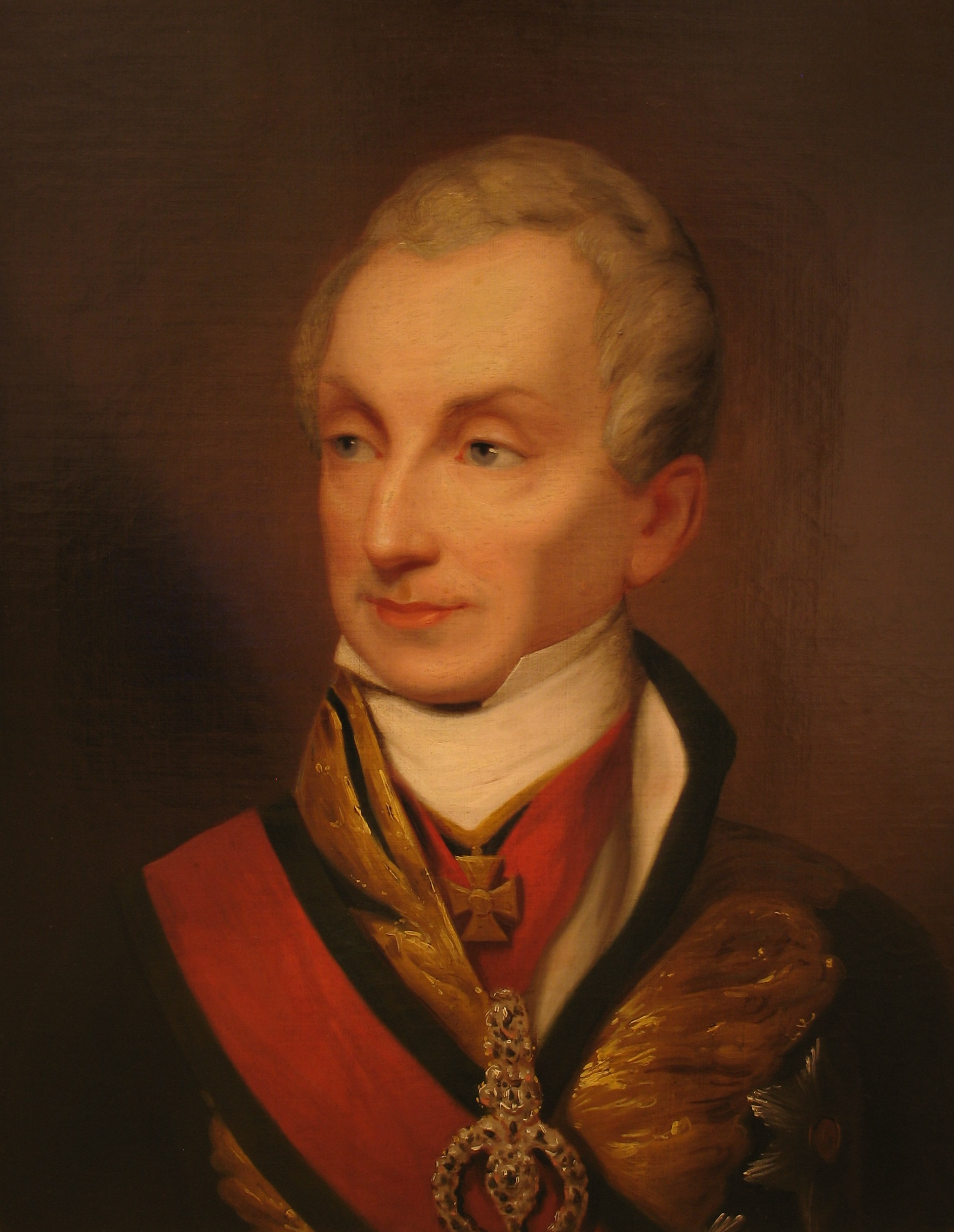
Klemens Wenzel von Metternich war der führende Politiker Österreichs und des Deutschen Bundes. Auf ihn ging die Initiative für die Wiener Konferenzen zurück.

Die Wiener Ministerialkonferenz vom Januar bis Juni 1834 (oder auch: Wiener Konferenzen) war ein Zusammentreffen der wichtigsten Staaten im Deutschen Bund. Es handelte sich um diejenigen Staaten, die eigene Stimmen im Engeren Rat des Bundestages hatten. Auf Einladung Österreichs diskutierten sie darüber, wie man nach den Sechs Artikeln von 1832 und dem Frankfurter Wachensturm von 1833 weiter vorgehen sollte. Diese Treffen auf Ministerebene waren also keine förmlichen Sitzungen des Bundestages (in dem die deutschen Staaten durch Gesandte vertreten waren).
Ein Schlussprotokoll vom 12. Juni 1834 beinhaltete 60 Artikel. Die teilnehmenden Staaten vereinbarten, dass das Protokoll geheim bleiben sollte. Die Beschlüsse sollten dennoch bindend sein, genau wie Bundesbeschlüsse. Öffentlich hingegen machte man diejenigen Bestimmungen, die förmliche Bundesgesetze werden sollten. Diese Bundesgesetze kamen später tatsächlich im Bundestag zustande: am 30. Oktober 1834, am 13. November und ein Jahr danach, am 5. November 1835.
Inhaltlich behandelte das Schlussprotokoll ein Bundesschiedsgericht sowie Beschränkungen für Landesparlamente und Universitäten. Nach der illegalen Veröffentlichung der geheimen Beschlüsse durch den Hallgartenkreis wurde viel Kritik laut. Darum wurden sie nur teilweise ausgeführt. Problematisch waren die 60 Artikel, weil ihr geheimer Teil das Landesrecht verletzte und auch für Staaten gelten sollte, die gar nicht an der Konferenz teilgenommen hatten.

## Inhalt
Derjenige Teil der 60 Artikel, der öffentliches Bundesrecht wurde, betraf vor allem die Bundesgerichtsbarkeit und die Universitäten. Unter anderem behandelte ein Bundesbeschluss die Aktenversendung in bestimmten Fällen, die nun nicht mehr zwingend war. Ein Bundesschiedsgericht wurde durch Bundesgesetz vom 30. Oktober eingerichtet, das zumindest Streitfälle in den Ländern behandeln sollte. Dabei ging es vor allem um Streit zwischen Regierungen und Parlamenten über die Landesverfassungen. Allerdings war auch dieses Gericht nicht als permanente Einrichtung gedacht, ebenso wenig wie die bestehende Austrägalordnung, und in der Folge machte man von dieser Möglichkeit eines Schiedsgerichts keinen Gebrauch.
Die „Gemeinsamen Maßregeln in Betreff der Universitäten und anderer Lehr- und Erziehungs-Anstalten Deutschlands“ (oder „zweites Bundes-Universitätsgesetz“, nach den Karlsbader Beschlüssen) vom 13. November 1834 verpflichteten die Universitäten auf Strafmaßnahmen gegenüber Studenten fest, die an politischen Verbindungen teilgenommen hatten. Solche Studenten, die von ihrer Universität verbannt wurden, durften an anderen Universitäten nicht zugelassen werden, keine Staatsdiener werden, kein Schul- oder Kirchenamt bekleiden und auch nicht als Anwalt oder Arzt tätig werden. Für die Lehrerlaubnis eines Dozenten reichte ein Universitätsbeschluss nicht aus, die Genehmigung musste von der Staatsbehörde kommen.
Im geheimen Teil der 60 Artikel wurden die Rechte der Landesparlamente beschränkt. Das monarchische Prinzip durfte nicht durch weitere Befugnisse für die Landesparlamente eingeengt werden. Das Budgetrecht der Kammern sollte nicht so ausgelegt werden, dass sie über alle Einnahmen und Ausgaben des Landes bestimmten durften. Notfalls musste der Landesheer die Kammern auflösen. Landesparlamente durften sich auch nicht über die Gültigkeit von Bundesbeschlüssen beraten. Budgetkonflikte galten nun als Grund für eine Bundesintervention, selbst wenn kein Aufruhr im Volk drohte.
Außerdem verschärften die Wiener Geheimbeschlüsse das Karlsbader Bundespreßgesetz: Beispielsweise sollten keine Zensurlücken in Zeitungen mehr toleriert werden, mit denen die Redakteure bislang Zensureingriffe deutlich machten. Weitere Bestimmungen betrafen die Einfuhr von Literatur aus dem Ausland und die Zulassung neuer Zeitungen, die ausdrücklich erfolgen musste (und nicht einfach durch Duldung).

## Veröffentlichung der geheimen Artikel
Laut Erinnerungen des Radikaldemokraten Friedrich Hecker, die 1869 als Teil seiner Memoiren in der Zeitschrift Die Gartenlaube erschienen, präsentierte Johann Adam von Itzstein eine Kopie der geheimen Dokumente bei einem Treffen des Hallgartenkreises am Pfingstwochenende Anfang Juni 1843. Die Kopie sei laut Itzstein vom „Sohn eines deutschen Ministers“ angefertigt und an Robert Blum und ihn herangetragen worden. Im Hallgartenkreis trafen sich seit den 1830er Jahren Vertreter der gesamtdeutschen liberalen Opposition zum Debattieren, wobei die Breite des politischen Spektrums keine hinreichende Einigkeit für gemeinsame Aktionen bot. Die Veröffentlichung der Wiener Kongressbeschlüsse dürfte hier eine Ausnahme gebildet haben, bei der spätere Vertreter der rechten Casino-Fraktion wie  Karl Mathy und Friedrich Daniel Bassermann (der seine Anwesenheit in Hallgarten nie einräumte) zusammen mit linken Demokraten und Republikanern konspirativ vorgingen.
Bei der Verbreitung des Textes wurde dessen Herkunft mit großem Aufwand verschleiert, wie Hecker weiter berichtet:

„Die Versammelten beschlossen sofort den Druck und die Verbreitung des merkwürdigen Aktenstücks. Viel war daran gelegen, dass keine Regierung des In- und Auslandes erfahre, wie, wo und von wem die Veröffentlichung ausgegangen sei. Alle freuten sich darauf, den gesammten polizeistaatlichen Apparat in nervöse Bewegung zu setzen und vergeblich sich abzappeln zu lassen. Vater Winter, der Heidelberger Bürgermeister und Buchhändler, die derbe ehrliche gute alte Haut, wies den Versammelten sofort nach, dass eigene, von den gebräuchlichen abweichende Typen müssten gegossen und nach vollendetem Druck sofort zerstört werden. Denn benütze man Typen, wie sie in den Schriftgießereien üblich und geliefert werden, so könne man leicht aus dem Druck die Typen, die Schriftgießerei und Druckerei und Drucker ermitteln. Er bemerkte ferner, dass Satz und Druck von Männern aus unserer Mitte müsste bewerkstelligt werden, und schlug dazu den leider zu früh verstorbenen Philologen und Philosophen A. Deeg vor, welcher denn auch seines Auftrages sich meisterhaft entledigte.
Aus dem Papier, aus dessen Format, Wasserzeichen und dergleichen könne man auf die Siebe und den Apparat zur Papierfabrikation schließen und die Papiermühle ermitteln, daher das zum Druck nötige Papier aus besonders für diesen Zweck konstruierten Sieben und Geräten hergestellt werden müsse. Winter setzte mit vielem Humor auseinander, wie die Spürhunde sich mit Zirkel, Maßstab, Vergrößerungsgläsern etc. vergebens abmühen würden.“

Als wahrscheinlich erste Publikation brachte die New Yorker Emigrantenzeitschrift Deutsche Schnellpost die Artikel Ende Dezember 1843. In Deutschland wurden sie mit der Angabe „Ein authentisches Actenstück aus den Papieren eines jüngst verstorbenen Diplomaten“ als kostenlose Flugschrift verbreitet und nach Möglichkeit konfisziert. Diese 26-seitige Flugschrift war es auch, die Karl Mathy zufolge sämtlichen Abgeordneten des Badener Parlaments „in versiegelten Päckchen auf geheimnisvolle Weise zugekommen“ war. Ebenfalls erschien im Januar 1844 ein Abdruck in der Pariser Vorwärts. Aus Korrespondenz der beiden ist bekannt, dass Julius Fröbel im November 1843 eine Kopie an Karl Marx geschickt hatte, der sich seit kurzem im Exil in Paris befand und die Beschlüsse in seinen Deutsch-Französischen Jahrbüchern drucken wollte (was aber erst im Februar in gekürzter Form geschehen konnte). Weitere Publikationen folgten, unter anderem durch Carl Theodor Welcker und Karl Mathy innerhalb von Büchern, die lang genug waren, um an der Zwanzig-Bogen-Klausel vorbei regulär veröffentlicht zu werden. Eine inhaltliche Untersuchung der verschiedenen Veröffentlichungen gibt Hans Pelger im Archiv für Sozialgeschichte.

## Bewertung und Folgen
Ernst Rudolf Huber kritisiert an der Konferenz von 1834, dass sie ein neues, unstatthaftes Bundesrecht zu schöpfen versuchte. Neben den ordnungsgemäßen, öffentlichen Bundesgesetzen gab es zwischenstaatliche Geheimverträge mit dem Anspruch, für die Bundesglieder genauso verbindlich wie Bundesbeschlüsse zu sein. Sowohl in einem Staatenbund als auch in einem Bundesstaat konnte formell gültiges Bundesrecht nur auf dem entsprechenden Weg der Bundesgesetzgebung zustande kommen, nicht zuletzt, wenn es um Gegenstände ging, die von der Bundeskompetenz berührt waren.
Dieses angebliche Bundesrecht mittels Geheimverträgen verstieß gegen die Landesverfassungen: Die 60 Artikel enthielten nämlich Bestimmungen, die zum Beispiel das Budgetrecht in den Ländern betrafen. Dieses Landesrecht hätte von einem Bundesgesetz überlagert werden können, nicht aber von zwischenstaatlichen Geheimverträgen. Außerdem waren viele Gliedstaaten des Deutschen Bundes an den Geheimverträgen nicht beteiligt. Die Wiener Teilnehmerstaaten hatten aber kein Recht, diese Gliedstaaten zu vertreten und ihnen Recht aufzuerlegen. Laut Michael Kotulla konnten die 60 Artikel nur eine „politische Absichtserklärung“ der beteiligten Regierungen darstellen. Es wäre „bundesrechtswidrig“ gewesen, Bestimmungen anzuwenden, die bestehendem Bundesrecht widersprachen.
Als bald darauf die 60 Artikel bekannt wurden, führte dies zu heftiger Empörung in der Öffentlichkeit. Viele Staaten wagten es nicht oder waren nicht bereit, sie anzuwenden. So meinte ein sächsischer Minister, seine Regierung würde sie nicht gegen den Widerstand der Kammern durchführen. Es war aber nicht zu erwarten, dass die Kammern die Artikel gutheißen würden. Etwa gegen 1840 zeigte sich, dass der Konstitutionalismus so weit fortgeschritten war, dass solche Geheimbeschlüsse keine Wirksamkeit mehr entfalten konnten.

## Belege
1. ↑  Ernst Rudolf Huber: Deutsche Verfassungsgeschichte seit 1789. Band II: Der Kampf um Einheit und Freiheit 1830 bis 1850. 3. Auflage, Verlag W. Kohlhammer, Stuttgart [u. a.] 1988, S. 177–179.
2. ↑  Sabine Freitag: Friedrich Hecker: Two Lives for Liberty. University of Missouri Press, 2006, S. 52 (Volltext in der Google-Buchsuche).
3. ↑  Ernst Rudolf Huber: Deutsche Verfassungsgeschichte seit 1789. Band II: Der Kampf um Einheit und Freiheit 1830 bis 1850. 3. Auflage, Verlag W. Kohlhammer, Stuttgart [u. a.] 1988, S. 180/181, S. 184.
4. ↑  Jürgen Müller: Deutscher Bund und deutsche Nation 1848–1866. Habil. Frankfurt 2003, Vandenhoeck und Ruprecht, Göttingen 2005, S. 36.
5. 1 2  Michael Kotulla: Deutsche Verfassungsgeschichte. Vom Alten Reich bis Weimar (1495–1934). Springer, Berlin 2008, S. 374.
6. 1 2  Ernst Rudolf Huber: Deutsche Verfassungsgeschichte seit 1789. Band II: Der Kampf um Einheit und Freiheit 1830 bis 1850. 3. Auflage, Verlag W. Kohlhammer, Stuttgart [u. a.] 1988, S. 181f
7. 1 2  Rudolf Muhs: „Wie die geheimen Wiener Konferenzbeschlüsse an das Tageslicht gezogen wurden“: zur Publikation des Schlußprotokolls von 1834 und zur Rolle des Hallgarten-Kreises für die vormärzliche Opposition. In: Archiv für Sozialgeschichte. Band 26, 1986, S. 321–343 (Volltext im AfS).
8. 1 2  Friedrich Hecker: Wie die geheimen Wiener Konferenzbeschlüsse an das Tageslicht gezogen wurden. In: Ernst Keil (Hrsg.): Die Gartenlaube. Nr. 35, 1869, S. 522 ff. (Digitalisat und Transkription bei Wikisource).
9. 1 2  Karl Mathy: Badische Zustände. Mit Urkunden und Beilagen, allgemeine deutsche Verhältnisse betreffend. In: Karl Weil (Hrsg.): Konstitutionelle Jahrbücher. Band 1844, Nr. 2. Adolph Krabbe, Stuttgart, S. 250 (Volltext in der Google-Buchsuche).
10. 1 2  Hans Pelger: Das Schlussprotokoll der Wiener Ministerialkonferenzen von 1834 und seine Veröffentlichungen 1843–1848. In: Archiv für Sozialgeschichte. Band 23, 1986, S. 439–472 (Volltext im AfS).
11. ↑  Carl Theodor Welcker: Wichtige Urkunden für den Rechtszustand der deutschen Nation. Friedrich Daniel Bassermann, Mannheim 1845, S. 346 (Digitalisat im OPACplus – Bayerische Staatsbibliothek).
12. 1 2 3  Ernst Rudolf Huber: Deutsche Verfassungsgeschichte seit 1789. Band II: Der Kampf um Einheit und Freiheit 1830 bis 1850. 3. Auflage, Verlag W. Kohlhammer, Stuttgart [u. a.] 1988, S. 179f.